# Hôtel Jassedé
Hôtel Jassedé je obytný dům (vila) v Paříži nacházející se v 16. obvodu na adrese 41 rue Chardon-Lagache. Dům postavil v roce 1893 architekt Hector Guimard jako jednu z prvních staveb ve stylu secese. Části stavby jsou chráněny jako historická památka.

## Dějiny
Hôtel Jassedé byla v pořadí druhá velká soukromá budova, kterou Hector Guimard navrhl.
V roce 1893 bylo Guimardovi 25 let, nebyl ještě známý jako architekt, ale učil na École des Arts décoratifs. Na této škole byl sám studentem, než přešel na pařížskou École des Beaux-Arts. Přestože neuspěl v soutěži o Římskou cenu, realizoval v roce 1889 malý pavilon pro světovou výstavu a v roce 1888 ve čtvrti Auteuil, kde žil, navrhl restauraci s koncertním sálem Le Grand Neptune. V roce 1891 navrhl pro výrobce kožených rukavic Charlese-Camille Roszého soukromé sídlo na Rue Boileau ve stejné čtvrti.
V Auteuil se také setkal s Louisem Jassedém, který si chtěl postavit vilu nedaleko svého  obchodu s potravinami.

## Architektonické prvky
Stavba nese znaky novogotiky. Architekt mísí různé konstrukční a krycí materiály – kvádříkové zdivo, cihly, terakotu, emailové tašky, železo, dřevo. Totéž platí pro barvy, které vycházejí z použitých materiálů nebo jsou přidávány keramickými vlysy: cihly, terakota a glazovaná kamenina.
Navrhl také nábytek v souladu s architekturou, bylo nalezeno několik nákresů sedadel s konzolovými podstavci přímo inspirovanými Viollet-le-Ducem.
Ačkoli se návrh jen málo lišil od domů postavených ve stejné době jinými architekty na předměstí Paříže, pomohl posílit Guimardovu reputaci ve čtvrti Auteuil, kde se o rok později setkal s investorem své první velké inovativní stavby, kterou byl Castel Béranger.

## Ochrana stavby
Hôtel Jassedé unikl vlně destrukce, která postihla Guimardova díla během 20. století. Od konce první světové války zažívala secese úpadek, který až do 60. let vedl k demolici mnoha budov v Paříži i jinde, včetně více než poloviny staveb Hectora Guimarda.
Dne 6. srpna 1975 byl hôtel Jassedé zahrnut do památkově chráněné lokality a 28. dubna 1980 byly jeho části (fasáda a střecha hlavní a vedlejší budovy, vstupní brána a ohradní zeď) zapsány mezi historické památky. V roce 2014 byla provedena obnova fasád a střech a také částečná oprava venkovních dřevěných konstrukcí.